# Salim Ahmed Salim

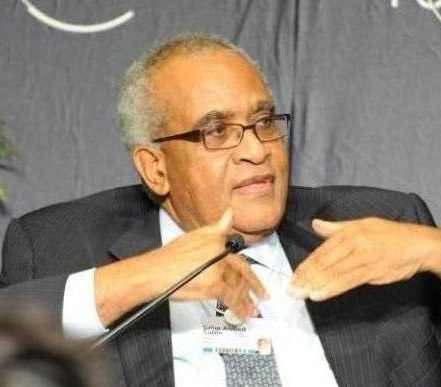
Salim Ahmed Salim (2010)

Salim Ahmed Salim (* 23. Januar 1942 auf Sansibar) ist ein tansanischer Diplomat und Politiker. Er hatte unter anderem die Ämter des Premierministers seines Heimatlandes, des Präsidenten sowohl der UN-Vollversammlung als auch des Weltsicherheitsrates und des Generalsekretärs der Organisation für Afrikanische Einheit inne.

## Karriere

### Frühes Leben (bis 1969)
Salim war Anfang der 1960er Chefredakteur einer tansanischen Tageszeitung. Er wurde danach Diplomat. Salim war zuerst von 1964 bis 1965 Botschafter des noch eigenständigen Sansibars in Ägypten und dann von 1965 bis 1968 für das nun vereinigte Tansania in Indien, während seines Aufenthaltes in Delhi studierte er an der dortigen Universität Internationale Beziehungen. 1968/1969 leitete er die Abteilung für Afrika und den Nahen Osten im Außenministerium Tansanias. 1969 wurde er zum Botschafter seines Landes in der Volksrepublik China und in Nordkorea berufen.

### Vereinte Nationen (1970–1980)
Von 1970 bis 1980 war Salim ständiger Vertreter Tansanias bei den Vereinten Nationen in New York. Gleichzeitig damit war er Botschafter in Kuba, Guyana, Barbados, Jamaika und Trinidad und Tobago. Während dieser Zeit leitete er 1976 den Weltsicherheitsrat als Präsident und 1979/1980 die Vollversammlung der Vereinten Nationen während der 34. ordentlichen Sitzungs- und der elften Sondersitzungsperiode und während der sechsten und siebten Notsitzung. Darüber hinaus war er von 1972 bis 1980 Vorsitzender des U.N.-Special Committee on Decolonization (Committee of 24). Er strebte das Amt des Generalsekretärs der Vereinten Nationen erfolglos an.

### Zurück in Tansania (1980–1989)
1980 wurde Salim als Außenminister zurück nach Tansania berufen. Er behielt diese Position, bis er 1984 Premierminister seiner Heimat wurde. 1985 wurde er Vizepremier, Verteidigungs- und Innenminister. Diese Positionen behielt er bis 1989.

### Organisation für Afrikanische Einheit (1989–2001)
Salim wurde am 19. September 1989 zum Generalsekretär der Organisation für Afrikanische Einheit gewählt. Er wurde zweimal in diesem Amt bestätigt, dass er insgesamt zwölf Jahre innehatte. Während dieser Zeit förderte er gezielt den Aufstieg von Frauen in Leitungspositionen der OAU.

### Spätere Posten (seit 2001)
Salim ist aktuell Kanzler der Hubert Kairuki Memorial University in Dar es Salaam. Er ist zurzeit Sonderbeauftragter der Afrikanischen Union für die Darfur-Region. Salim bemühte sich neuer Präsident Tansania zu werden, scheiterte aber bereits bei den Vorwahlen seiner Partei. Er ist Mitglied vieler Internationaler Ausschüsse.

## Sonstiges
Salim ist verheiratet und hat drei Kinder. Ihm wurden insgesamt sechs Ehrendoktorwürden verliehen.